# آکیرا ساسانوما
آکیرا ساسانوما (انگلیسی: Akira Sasanuma; ۲۵ مارس ۱۹۷۳ – ) صداپیشگی در ژاپن اهل ژاپن بود.